# Schleswig-Holsteinisches Verwaltungsgericht

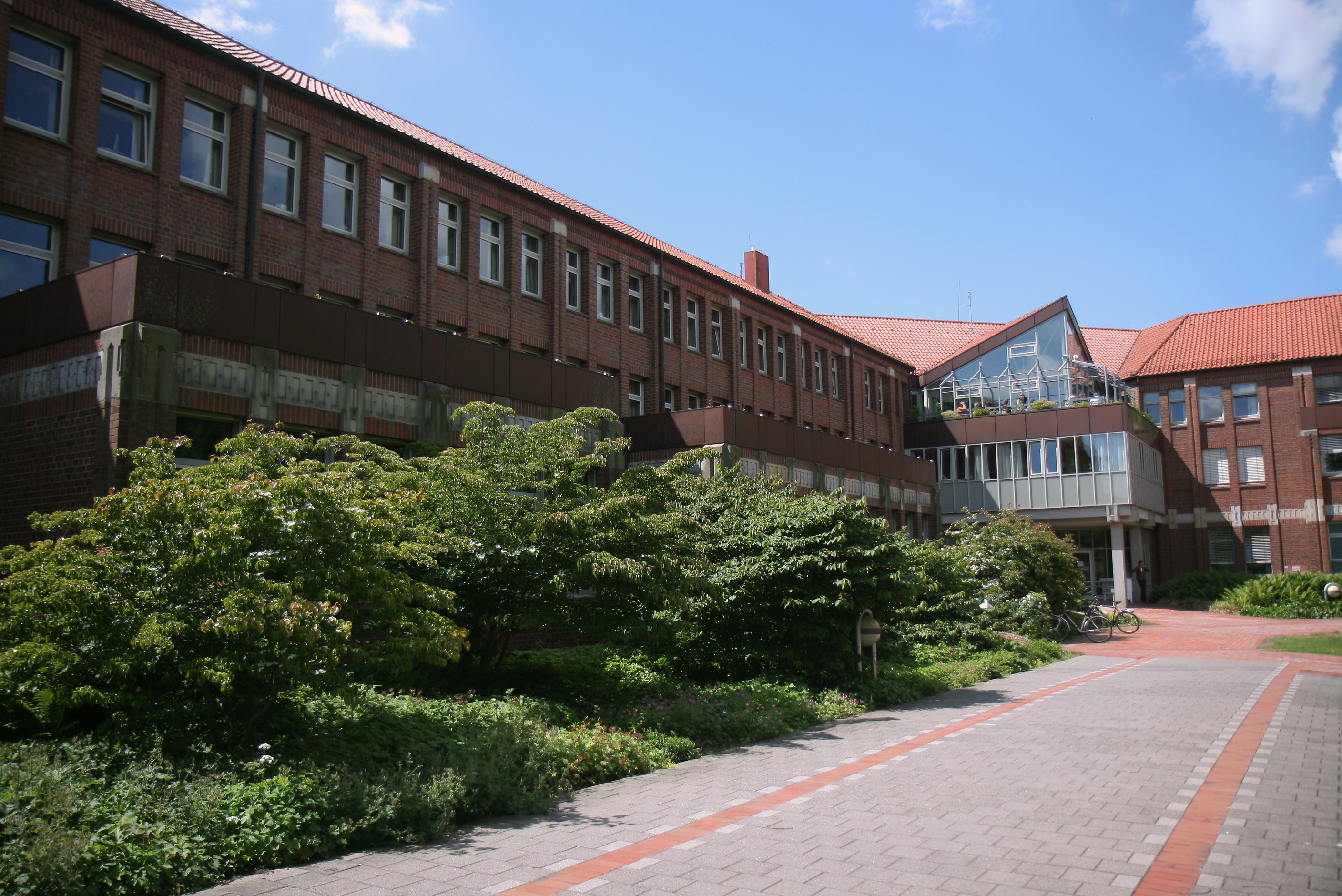
Gerichtsgebäude

Das Schleswig-Holsteinische Verwaltungsgericht ist das einzige Verwaltungsgericht (VG) des Landes Schleswig-Holstein.

## Gerichtssitz und -bezirk
Das Schleswig-Holsteinische Verwaltungsgericht hat seinen Sitz in Schleswig. Gerichtsbezirk ist das gesamte Gebiet des Landes.

## Gerichtsgebäude
Das Gerichtsgebäude befindet sich in der Brockdorff-Rantzau-Straße 13, wo auch das Schleswig-Holsteinische Oberverwaltungsgericht, das Schleswig-Holsteinische Landesverfassungsgericht und das Sozialgericht Schleswig untergebracht sind.

## Leitung
Präsident ist Malte Sievers, Vize-Präsident ist Thies Untiedt.

## Übergeordnete Gerichte
Das Schleswig-Holsteinische Verwaltungsgericht ist dem Schleswig-Holsteinischen Oberverwaltungsgericht nachgeordnet. Diesem übergeordnet ist das Bundesverwaltungsgericht.

## Geschäftsverteilung
Das Schleswig-Holsteinische Verwaltungsgericht ist in 21 Kammern und das Berufsgericht für Heilberufe eingeteilt (Stand Oktober 2024).

## Juristen, die am VG Schleswig tätig waren
- Bodo Richter (1970–1973)
- Uwe Jensen (1971–1979)
- Klaus Haack, 1980–1992 Präsident